# Беленицкий, Александр Маркович
Алекса́ндр Ма́ркович Белени́цкий (24 марта 1904, Лобино, Велижский уезд, Витебская губерния, Российская империя — 15 июня 1993, Санкт-Петербург, Россия) — советский археолог, востоковед, доктор исторических наук (1967).

## Биография
Александр Маркович Беленицкий родился 24 марта 1904 года в деревне Лобино Велижский уезда Витебской губернии (ныне Усвятский район Псковской области) в семье крестьянина. Закончил рабочий факультет Смоленского государственного университета в 1923 году. В 1923—1927 годах работал учителем в сельских школах в различных областях СССР. В 1930 году окончил восточный факультет Среднеазиатского государственного университета, где его учителями были М. С. Андреев, А. А. Семёнов и А. Э. Шмидт. В 1930—1934 годах являлся преподавателем в средних и высших учебных заведениях Душанбе и Худжанда. В эти же годы работал в Наркомпросе Таджикской ССР.
В 1934—1937 годах был аспирантом исторического факультета Ленинградского государственного университета, где его руководителями были И. Ю. Крачковский, А. Ю. Якубовский.
С 1936 года научный сотрудник сектора Средней Азии Государственной Академии истории материальной культуры, затем Института истории материальной культуры Академии наук СССР. В 1938 году защитил кандидатскую диссертацию по теме «Движение сарбадаров в Хорасане в 1337—1380 годах».
Пережил первую зиму в блокадном Ленинграде, в 1942—1943 годах был в эвакуации в Ташкенте. На фронте с июля 1943 по сентябрь 1945 года.
С 1945 года старший научный сотрудник Института истории материальной культуры АН СССР, затем Института археологии АН СССР.
Как археолог участвовал в многочисленных археологических экспедициях: Семиреченской (1938—1939), Зарафшанской (1946) и в Таджикской (с 1954 года — начальник экспедиции и её Пенджикентского отряда).
Автор первого таджикского букваря и свыше 80 научных публикаций по Средней Азии исторической топографии, социально-экономической жизни, идеологии и религий, изобразительного искусства, общественного устройства средневекового города. Ряд работ А. М Беленицкого посвящен изучению научного наследия Абу Рейхана Бируни.

## Награды
- Кавалер ордена Отечественной войны II степени (1985)
- Кавалер ордена Трудового Красного Знамени
- Кавалер ордена Красной звезды
- Медаль «За победу над Германией в Великой Отечественной войне 1941—1945 гг.»
- Заслуженный деятель науки Таджикской ССР

## Основные работы
- Картина мира по Бируни. — Ленинград, 1949.
- О появлении и распространении огнестрельного оружия в Средней Азии и Иране в XIV-XVI веках. — Сталинабад, 1949.
- Древнее изобразительное искусство и "Шахнаме". — Москва, 1960.
- Древний Пенджикент. — Душанбе, 1971.
- Монументальное искусство Пенджикента. Живопись. Скульптура. — Москва, 1973.
- Средневековый город Средней Азии. — Ленинград, 1973.